# Holešovice

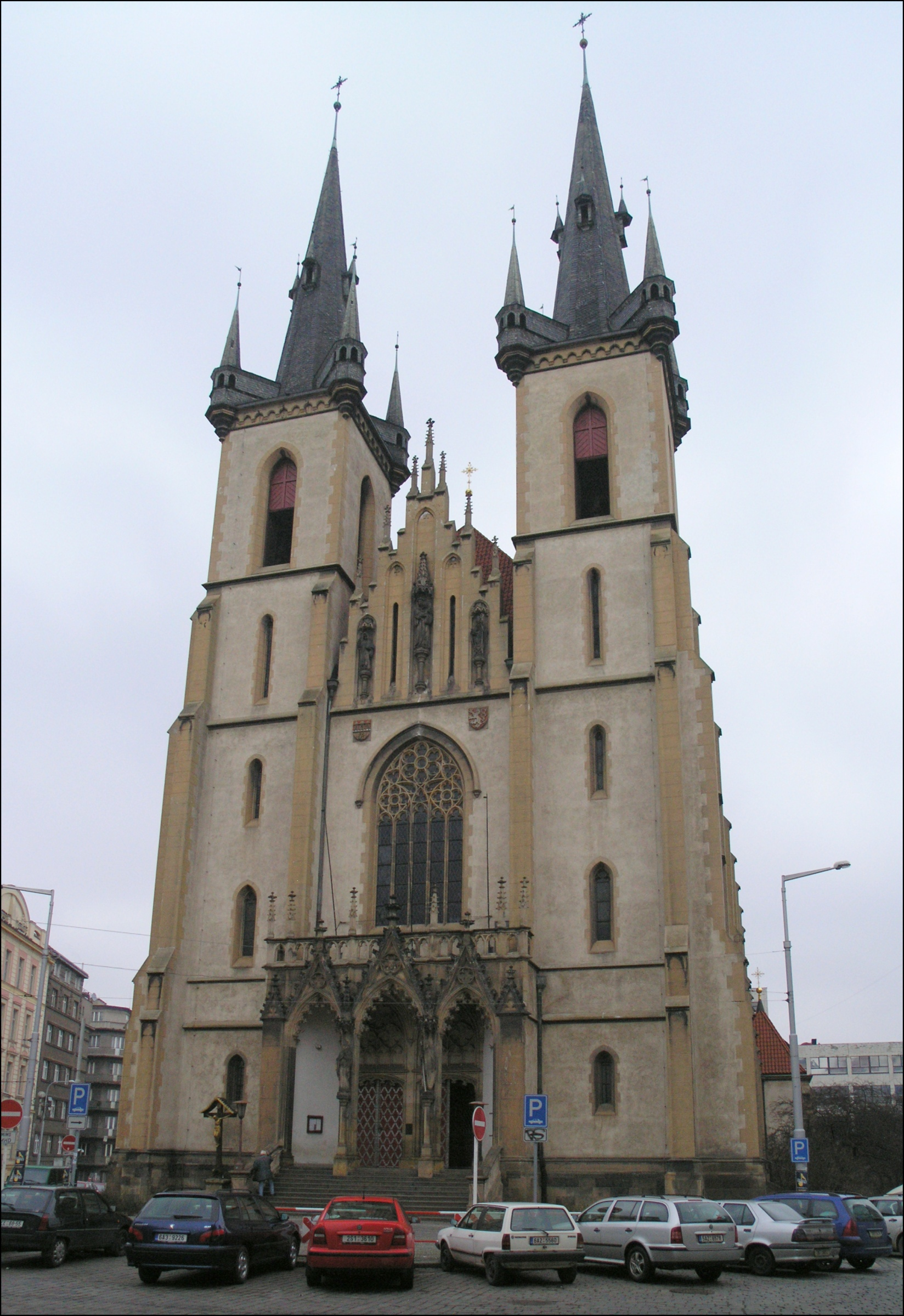
Páduai Szent Antal templom

Holešovice (1850 és 1960 között Holešovice-Bubny, németül Holleschowitz-Bubna) városrész a Moldva kanyarulatában épült. Nagyobbik része Prága 7. kerületében található, egy kisebb része az 1. kerülethez tartozik. 1884 óta Prága része. Régen ipari külváros volt, ma itt található:
- a Prágai Nemzeti Galéria és a Lapidárium, a galéria kőtára;
- Prága egyik legnagyobb pályaudvara, a Praha-Holešovice pályaudvar,
- a város egyik legismertebb zöldterülete, a Letná-park.

## A városrész neve
A Holešovice (eredetileg Holišovice) név a cseh holý ("sima") vagy holec ("szakáltalan, fiatal fiú") szóból eredeztethető, jelképesen úgy is értelmezve, hogy a terület kopár volt, melyet gyakran sújtott árvíz, hordalékot hagyva rajta. Egy másik elmélet szerint a "Holiša" nevű telepes becenévéről kapta a nevét, aki kopasz volt.

## Történet e
Első írásos említése 1228-ből való. A városész mai helyén Holešovice falu, a folyó túlpartján Holešovicke ("Kis-Holešovice") állt, amelyik a 16. században Libeň része lett. A mai vasútállomás helyén eredetileg egy kis földműves falu volt, majd a 19. században ipari területté vált. Itt épült fel a központi vágóhíd (ma piac), gázgyár, és 1891-ben élült egy vásárcsarnok is, ami további fejlesztéseket hozott magával a közlekedést illetően is. 1850-ben a szomszédos településeket magába olvastotta, és 1884. november 8-án Holešovice-Bubny néven Prága főváros 7. kerületévé vált. 1928-ban adták át a libeňi-hidat (Masaryk-híd néven), mely a mai napig a leghosszabb prágai híd. 1927-ben épült meg az elektromos gyár és az 1930-as években a vásárcsarnok.
1960-ban a városrészt hivatalosan átnevezték Holešovicének. 1984 novemberében megnyitották a Nádraží Holešovice (és délebbre) a Vlatavská metróállomást. A 2002-es prágai árvíz jelentősen érintette a városrészt.

## Lakossága

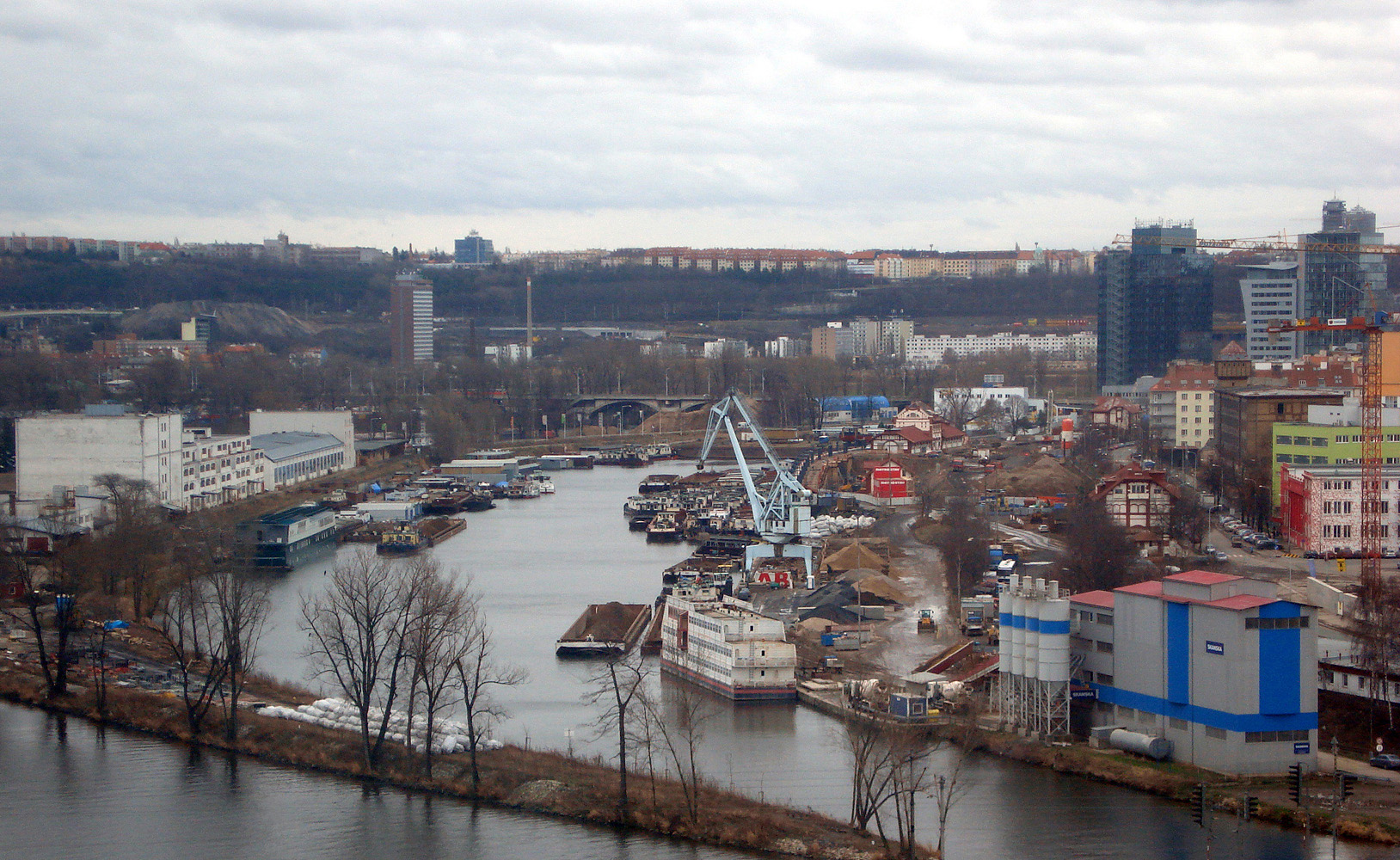
Holešovice kikötője 2007-ben

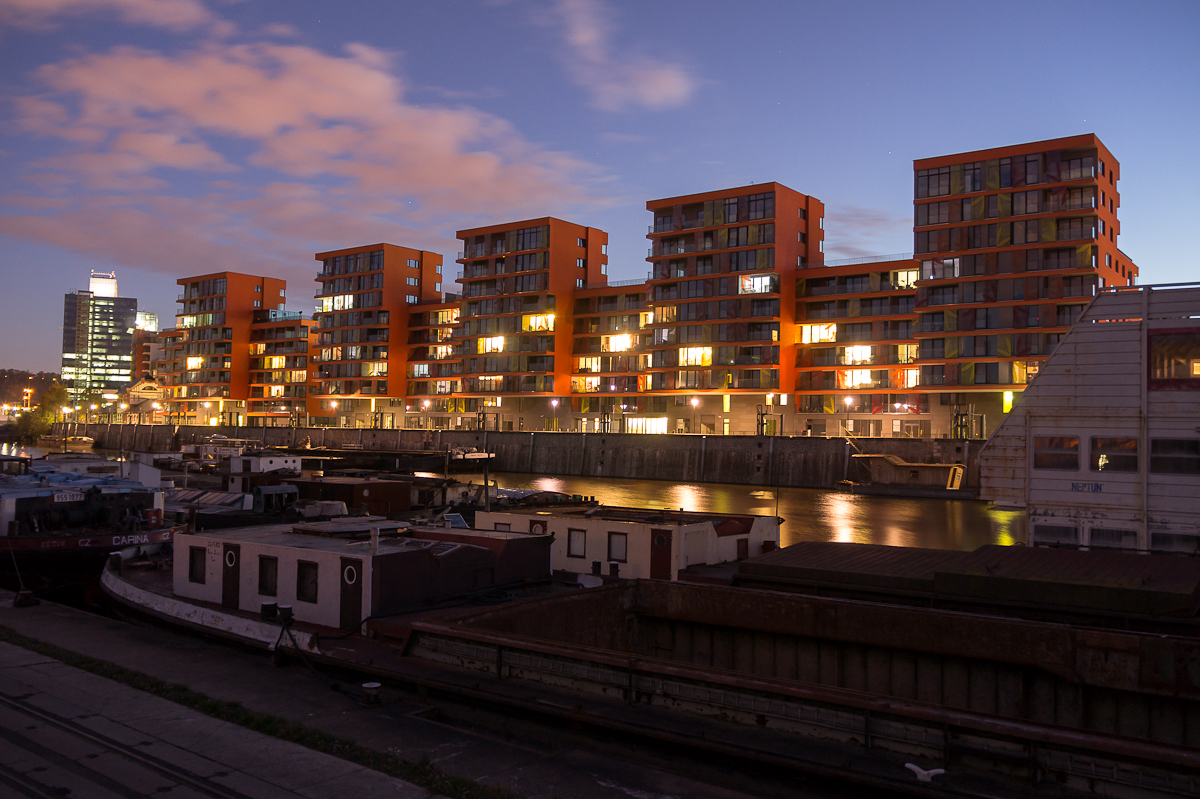
Marina-városrész

A városrész népességének változása:
| Lakosok száma | 3094 | 15 352 | 30 797 | 46 335 | 59 150 | 63 809 | 56 960 | 38 300 | 34 143 | 37 664 |
|               | 1869 | 1890   | 1900   | 1921   | 1930   | 1961   | 1970   | 1991   | 2001   | 2021   |

## Fordítás
- Ez a szócikk részben vagy egészben  a   Holešovice című cseh Wikipédia-szócikk ezen változatának fordításán alapul.  Az eredeti cikk szerkesztőit annak laptörténete sorolja fel. Ez a jelzés csupán a megfogalmazás eredetét és a szerzői jogokat jelzi, nem szolgál a cikkben szereplő információk forrásmegjelöléseként.